# Nandgaon (ort i Indien)
Nandgaon är en ort i Indien.   Den ligger i distriktet Mathura och delstaten Uttar Pradesh, i den norra delen av landet, 100 km söder om huvudstaden New Delhi. Nandgaon ligger 198 meter över havet och antalet invånare är 10 449.
Terrängen runt Nandgaon är mycket platt. Runt Nandgaon är det tätbefolkat, med 476 invånare per kvadratkilometer. Närmaste större samhälle är Kosi, 10,5 km nordost om Nandgaon. Trakten runt Nandgaon består till största delen av jordbruksmark.